# HD 942
HD 942 är en orange jätte i Bildhuggarens stjärnbild.
Stjärnan har visuell magnitud +5,94 och är svagt synlig för blotta ögat vid god seeing.